# San Antonio Ocote
San Antonio Ocote är en ort i Mexiko.   Den ligger i kommunen San Juan Bautista Valle Nacional och delstaten Oaxaca, i den sydöstra delen av landet, 300 km sydost om huvudstaden Mexico City. San Antonio Ocote ligger 534 meter över havet och antalet invånare är 351.
Terrängen runt San Antonio Ocote är bergig åt sydväst, men åt nordost är den kuperad. Runt San Antonio Ocote är det ganska glesbefolkat, med 26 invånare per kvadratkilometer. Närmaste större samhälle är San Juan Bautista Valle Nacional, 13,8 km sydost om San Antonio Ocote. I omgivningarna runt San Antonio Ocote växer i huvudsak städsegrön lövskog.